# 威廉·亨利·哈里森
威廉·亨利·哈里森（英語：William Henry Harrison；1773年2月9日—1841年4月4日）是美国军官兼政治家，曾于1841年当上第九任美国总统，但就职仅31天就因病去世，是首位任内逝世的美国总统，也是任职时间最短的美国总统。哈里森的致死病因至今仍有争议，可能是伤寒、肺炎或副傷寒。哈里森之死短暂引发总统继任宪法危机，因为當時的《美国宪法》没有明确规定副总统约翰·泰勒到底是继任总统职位，还是仅代理行使职责。泰勒宣称宪法授权他继任，他的宣誓就职为美国总统职权有序移交创下重要先例，确定继任人选有权完成总统任期并行使全部职权。
哈里森生于弗吉尼亚殖民地查尔斯城县，父亲是美国开国元勋本杰明·哈里森五世，他的孙子本杰明·哈里森后来当上第23任美国总统。哈里森在1776年十三殖民地签署《独立宣言》前降世，是最后一位当上美国总统的英国臣民。他从军早期曾投身1794年的鹿寨战役，是役以美国胜利告终，为西北印第安战争划上句点。后来他又在1811年的蒂珀卡努战役中带兵对抗特库姆塞及其盟友，英勇表现换来绰号“老蒂珀卡努”。哈里森在1812年战争期间晋升少将，并于1813年在上加拿大的泰晤士河战役中指挥美国步兵和骑兵部队。
1798年，哈里森受命出任西北領地政务卿，拉开从政生涯序幕。1799年，他当上西北领地驻美国众议院代表。两年后，约翰·亚当斯总统任命他出任新成立的印第安纳领地首任总督，哈里森一直做到1812年。1812年战争结束后，他移居俄亥俄州并在1816年当选俄亥俄州第一國會選區联邦众议员。1824年，俄亥俄州议会又选他出任联邦参议员，但六年任期尚未结束就在1828年5月受命出任驻大哥伦比亚全权公使。此后他在俄亥俄州汉密尔顿县北本德回归平民生活，但1836年又获辉格党提名竞选总统，在普选中不敌民主党副总统马丁·范布伦。四年后，辉格党再度提名哈里森，约翰·泰勒是他的竞选搭档，党派竞选口号“蒂珀卡努与泰勒都来了”。最终哈里森在1840年大选中战胜范布伦，成为首位辉格党总统。
哈里森宣誓就职时已经68岁，创下最年长美国总统的新纪录，保持一个多世纪后才被69岁的罗纳德·里根在1981年打破。他就职时共有25名孙辈，这项纪录至今未破。哈里森的总统任期太短，许多学者和历史学家在为历史上的美国总统排名时往往不把他列入，但历史学家威廉·弗里林认为，哈里森在西北领地演变成今日美国北中西部的过程中作用举足轻重。

## 早年经历和教育

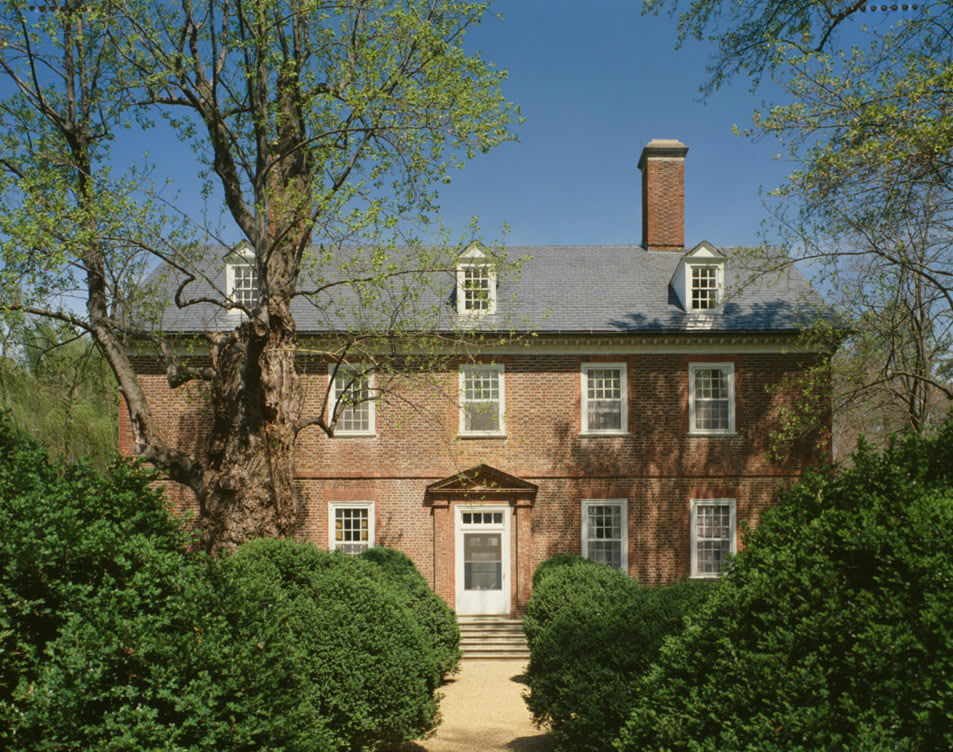
哈里森生于弗吉尼亚殖民地查尔斯城县柏克來種植園

威廉·亨利·哈里森于1773年2月9日在弗吉尼亚殖民地查尔斯城县詹姆斯河岸边的哈里森家族庄园柏克來種植園出生，父亲本杰明·哈里森五世和母亲伊丽莎白·巴塞特（Elizabeth Bassett，婚后改姓哈里森）共有七个孩子，威廉是幺子。哈里森家族祖上来自英格兰，17世纪30年代就开始定居弗吉尼亚殖民地，是当地政治望族，威廉日后成为最后一位出生时不是美国公民的美国总统。他的父亲是种植园主，曾是1774至1777年大陆会议代表并在《独立宣言》上签字，美國獨立戰爭期间还曾入选弗吉尼亚议会，并在1781至1784年任弗吉尼亚州州长:3:315。威廉的哥哥卡特·巴塞特·哈里森（Carter Bassett Harrison）曾于1793至1799年担任弗吉尼亚州联邦众议员。
哈里森起初在家中学习，直到14岁进入弗吉尼亚州长老会院校漢普登-悉尼學院。他在此接受三年古典教育，课程包括拉丁语、希腊语、法语、逻辑和辩论:18:45。1791年4月，哈里森在罗伯特·莫里斯（Robert Morris）家中寄宿并进入宾夕法尼亚大学，向本杰明·拉什和老威廉·希彭两位医生学医:14。父亲在他入学后不久去世，威廉此时还只有18岁，莫里斯成为他的监护人。家中财政捉襟见肘，无法供送他继续学业。州长亨利·李三世是老哈里森的朋友，威廉接受他的建议决定放弃学医，投身军旅生涯。:45:16

### 前期军旅生涯
1791年8月16日，年仅18岁、与亨利·李三世见面还不满24小时的哈里森受命担任第一步兵团陆军少尉。他先被派往西北領地辛辛那提华盛顿堡（Fort Washington），随军参与西北印第安战争:19:14, 22。
西部军在阿瑟·聖克萊领导下惨败后，安东尼·韦恩于1792年接掌，哈里森也在此时晋升中尉。1793年，他成为韦恩的副官，得到在前线学习如何指挥军队的宝贵机遇，还曾参与1794年8月20日韦恩指挥的鹿寨战役，是役以美国大胜告终，为西北印第安战争划上句点。:19:27韦恩接下来代表美国与印第安人谈判，双方于1795年签订《格林维尔条约》（Treaty of Greenville），哈里森作为韦恩一方的见证人也在条约上签字，印第安人联盟将部分土地割让给联邦政府，准许美国人在俄亥俄州三分之二的土地上定居:19:160:21, 27–29。
1793年母亲去世后，哈里森继承家族在弗吉尼亚州的部分财产，其中包括约十二平方公里土地和许多奴隶，但他选择继续在部队服役，将土地卖给兄长:39。1797年5月，哈里森晋升上尉，后于1798年6月1日退役。

### 婚姻和家庭
1795年，22岁的哈里森结识来自俄亥俄州汉密尔顿县北本德（North Bend）的安娜·图希尔·塞姆斯，她的妈妈叫安娜·图希尔（Anna Tuthill），爸爸约翰·克莱夫·塞姆斯（John Cleves Symmes）法官曾是独立战争期间的大陆军上校和邦联议会代表:46。塞姆斯法官不同意哈里森迎娶他女儿，哈里森于是等法官因商外出后带着安娜私奔，两人于1795年11月25日在西北领地司库斯蒂芬·伍德（Stephen Wood）医生位于北本德的家中结婚:38–39，然后在华盛顿堡度蜜月，哈里森此时仍在服役。两周后，岳父大人在韦恩将军的告别晚宴上出现，声色俱厉地质问女婿打算如何养家糊口。哈里森回答：“用我的剑和右手，先生。”他终于赢得岳父认可，法官后来卖给女婿北本德的65公顷土地，让他有地方建房子和农场:40。
哈里森夫妇共有十个孩子，分别是伊丽莎白·巴塞特（Elizabeth Bassett，1796至1846年）、约翰·克莱夫·塞姆斯（John Cleves Symmes，1798至1830年）、露西·辛格尔顿（Lucy Singleton，1800至1826年）、威廉·亨利（William Henry，1802至1838年）、约翰·斯科特（John Scott Harrison，1804至1878年，未来美国总统本杰明·哈里森之父）、本杰明（Benjamin，1806至1840年）、玛丽·塞姆斯（Mary Symmes，1809至1842年）、卡特·巴塞特（Carter Bassett，1811至1839年）、安娜·图希尔（1813至1865年）和詹姆斯·芬德利（James Findlay，1814至1817年）。频繁怀孕导致孩子们的母亲经常身体不好，但哈里森去世后她还活了23年，于1864年2月25日以88岁高龄谢世:18:56。
江湖传言声称，哈里森的女黑奴迪尔西亚（Dilsia）也为他生有六个孩子，其中就包括沃尔特·弗朗西斯·怀特（Walter Francis White）的外婆。但哈里森还未成年便已离开南方，传言应该不大可能属实。

## 从政生涯
1798年6月1日从军队退役后:19，哈里森马上投身政坛，请亲友支持他争取西北领地政府公职。经担任国务卿的好友蒂莫西·皮克林助力，哈里森获荐成为西北领地政务卿温思罗普·萨金特（Winthrop Sargent）的继任人选，总统约翰·亚当斯于1798年7月提名他任职。此外，总督阿瑟·聖克萊不在时经常由哈里森代理职责:19:9。

### 美国国会
哈里森在东部上流社会人脉广阔，很快就成为他们眼中的拓荒领袖。他经营的养马业颇为成功，让他在西北领地名利双收。国会此前的领地政策会导致土地成本高昂，西北领地居民对此倍感关注，哈里森成为他们要求降低地价的代言人。1799年10月，西北领地的人口已经有资格在国会拥有议事代表，哈里森随即参选。:19–20他的竞选倡议更多人移民此地，此举最终促使西北领地成为美国新州:41–45。

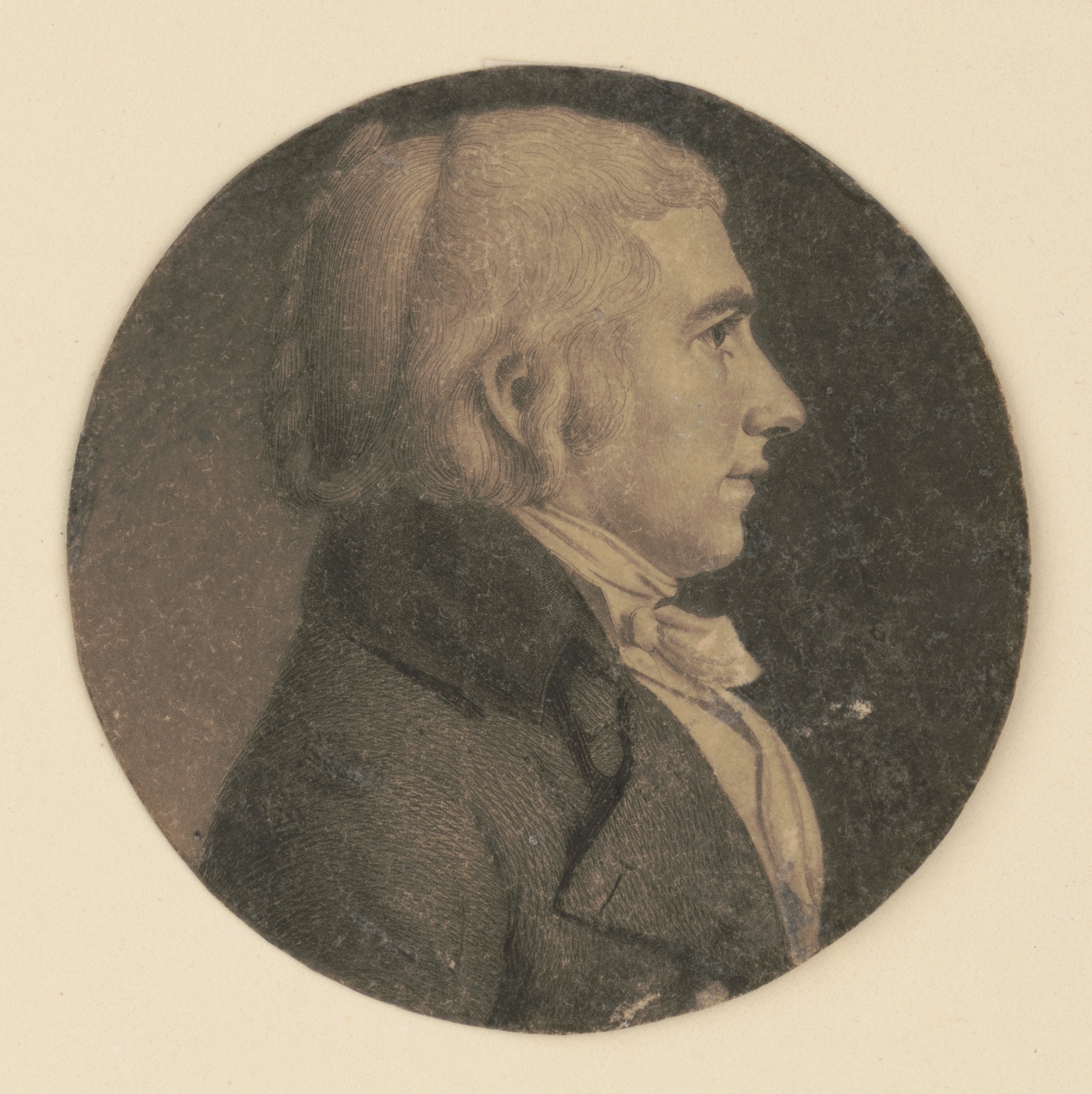
27岁出任西北領地联邦众议院议事代表的哈里森刻版肖像，1800年左右查尔斯·巴尔瑟萨尔·儒利安·费弗雷·代圣梅明创作

1798年，哈里森以一票优势战胜小亚瑟·圣克莱尔（Arthur St. Clair Jr.），年仅26岁便当选西北领地首任国会议事代表，于1799年3月4日至1800年5月14日在第六届国会任职。他无权表决国会法案，但能进入委员会任职、递交法案并参与辩论:45–46。哈里森当上众议院公共土地委员会主席并推动国会通过《1800年土地法》，降低购买少量土地的成本和难度，公共土地售价定为每英亩（约4046.9平方米）两美元:20，实惠价格成为西北领土人口迅猛增长的重要原因:161。
哈里森任职的委员会还负责决定如何划分西北领地，最终建议划成两部分，其中东部继续沿用西北领地之名，包括今俄亥俄州和密歇根州大部分地区；西部更名印第安纳领地，包括印第安纳州、伊利诺伊州、威斯康星州、明尼蘇達州东部和密歇根州西部少部分地区:20:49, 50, 54。两片新领地在1800年正式成立:47–48。
哈里森与西部关系密切，政治立场中立，约翰·亚当斯总统为此在1800年5月13日任命他出任印第安纳领地总督。措手不及的哈里森本不愿接受，但在杰斐逊主义者保证掌权后也不会解除他的职务后接受提名。:51:314联邦参议院确认总统提名后，哈里森于1801年成为首任印第安纳领地总督:20:50–53。

### 印第安纳领地总督
1801年1月10日，哈里森在印第安纳领地首府万塞讷上任:53 :323。接下来两任总统托马斯·杰斐逊和詹姆斯·麦迪逊都是民主共和党人，分别在1803、1806和1809年提名他连任:20。1812年战争爆发后，哈里森在这年12月28日辞职重返部队:20, 23。
1804年，哈里森受命执掌路易斯安那特区民政，此地包括后来纳入路易斯安那领地的北緯33度線以北地区。同年十月，特区民选政府开始运作，哈里森担任行政首脑直到五周后路易斯安那领地正式成立为止，詹姆斯·威尔金森少将出任新领地首任总督。:343:21
1805年，哈里森在万塞讷附近建起种植园风格居所并起名“松鸡场”（Grouseland），意指附近生活的大量松鸡。松鸡场建成时，印第安纳领地的砖砌建筑还极少，哈里森担任总督期间，这套拥有13个房间的别墅便是印第安纳领地社交和政治中心:46:56。领地首府于1813年迁至科里登，哈里森又在哈里森谷（Harrison Valley）附近建立家园。他还于1801年在万塞讷创办杰斐逊大学（Jefferson University），该校于1806年11月29日更名溫森斯大學。
哈里森在新领地的职权非常广泛，有权任命官员，将领地划分成县和政治选区。他的主要职责是从印第安人手中取得土地所有权，这样就能吸引更多人前来定居，为增加领地人口，进而达到组建新州标准创造条件。1803年2月8日，杰斐逊总统提名哈里森连任印第安纳领地总督，还授权他与印第安人谈判并缔结条约:20, 23。1803至1809年，他共与印第安人达成十一项条约，为联邦政府取得超过24万平方公里土地，其中包括今印第安纳州南部三分之一和伊利诺伊州大部分领土。1804年，他和奎什奎基（Quashquame）酋长订立《圣路易斯条约》（Treaty of St. Louis），索克族（Sauk people）和梅斯克瓦基族将今伊利诺伊州西部及密蘇里州部分地区割让给联邦政府。许多索克族人对条约和割让土地深感愤慨，特别是黑鹰（Black Hawk），这也成为1812年战争期间他们支持英国的主要原因。哈里森期望1805年的《松鸡场条约》（Treaty of Grouseland）能安抚部分印第安人，但前线局势依然紧张。1809年，他通过《韦恩堡条约》从邁阿密族手中买下上万平方公里土地，迈阿密族自称拥有这些土地，但在此生活的还有肖尼族、基卡普族（Kickapoo）、韦阿族（Wea）和皮安克肖族（Piankeshaw）部落，对局势火上浇油。为加快条约进程，他向各部落及其酋长提供大量补贴，确保能在杰斐逊离任、新政府上台前完成交接。:65–66, 79, 80, 92
哈里森支持并多次尝试在印第安纳领地推行奴隶制，所以不得反奴隶制人士民心，而且反奴隶制运动愈演愈烈也确保他的提议不能通过。1803年，哈里森试图游说国会暂停执行《西北条例》第六条十年，此举将取消领地的奴隶制禁令，十年期限过后，西北条例涵盖领地的居民可以自行决定是否准许奴隶制。哈里森声称此举旨在鼓励移民，提升领地经济活力，但国会没有同意。:68–691803和1805年，哈里森和他任命的领地法官颁布法律，授权缔结契约奴役法，而且奴隶主有权决定契约时限:69–72:347。
1809年，伊利諾伊領地首度举办选举，选出领地议会上院和下院。下院议员此前便已选出，但领地总督又任命部分下议员进入上院。印第安纳领地东部新增的大部分人口都反对奴隶制，议会中反奴隶制派系占优，所以州议会站到哈里森的对立面。:3551810年州议会开会后，反奴隶制派系立马废除1803和1805年颁布的契约奴役法:21:179–180。1809年后，印第安纳领地议会权力更形巩固，领地朝建州方向迈进，哈里森的政治权威大不如前，只能在1812年离开政坛重返军旅:22–23。
身为奴隶主的杰斐逊却是《西北条例》主要作者，还与詹姆斯·勒蒙（James Lemen）私下达成协议，确保哈里森推进奴隶制的举动以失败告终。杰斐逊认为奴隶制应该扫进历史的垃圾堆，不希望它再荼毒西北领地。他向勒蒙提供资金，在伊利诺伊和印第安纳领地创办教会，制止亲奴隶制运动。印第安纳领地成立的反奴隶制教会促使教众签署请愿书并将组织政治化，挫败哈里森在领地推动奴隶制合法化的尝试。1805和1807年，哈里森两次尝试在领地推进奴隶制都以失败告终，对此杰斐逊和勒蒙的作用至关重要。

## 军队将领

### 特库姆塞和蒂珀卡努
肖尼族领袖特库姆塞和邓斯克瓦塔瓦（Tenskwatawa，意为“先知”）推动印第安人抵抗美国人的扩张，由此引发的冲突史称特库姆塞战争（Tecumseh's War）。许多印第安人部落在邓斯克瓦塔瓦的宣传下深信只要挺身而出反抗白人定居者，“大灵”（Great Spirit）的神力就能确保他们不受伤害。他鼓动各部落只向美国商人支付半数欠款，而且不要接受任何白人物品，如衣服、滑膛枪，特别是威士忌。:158–160

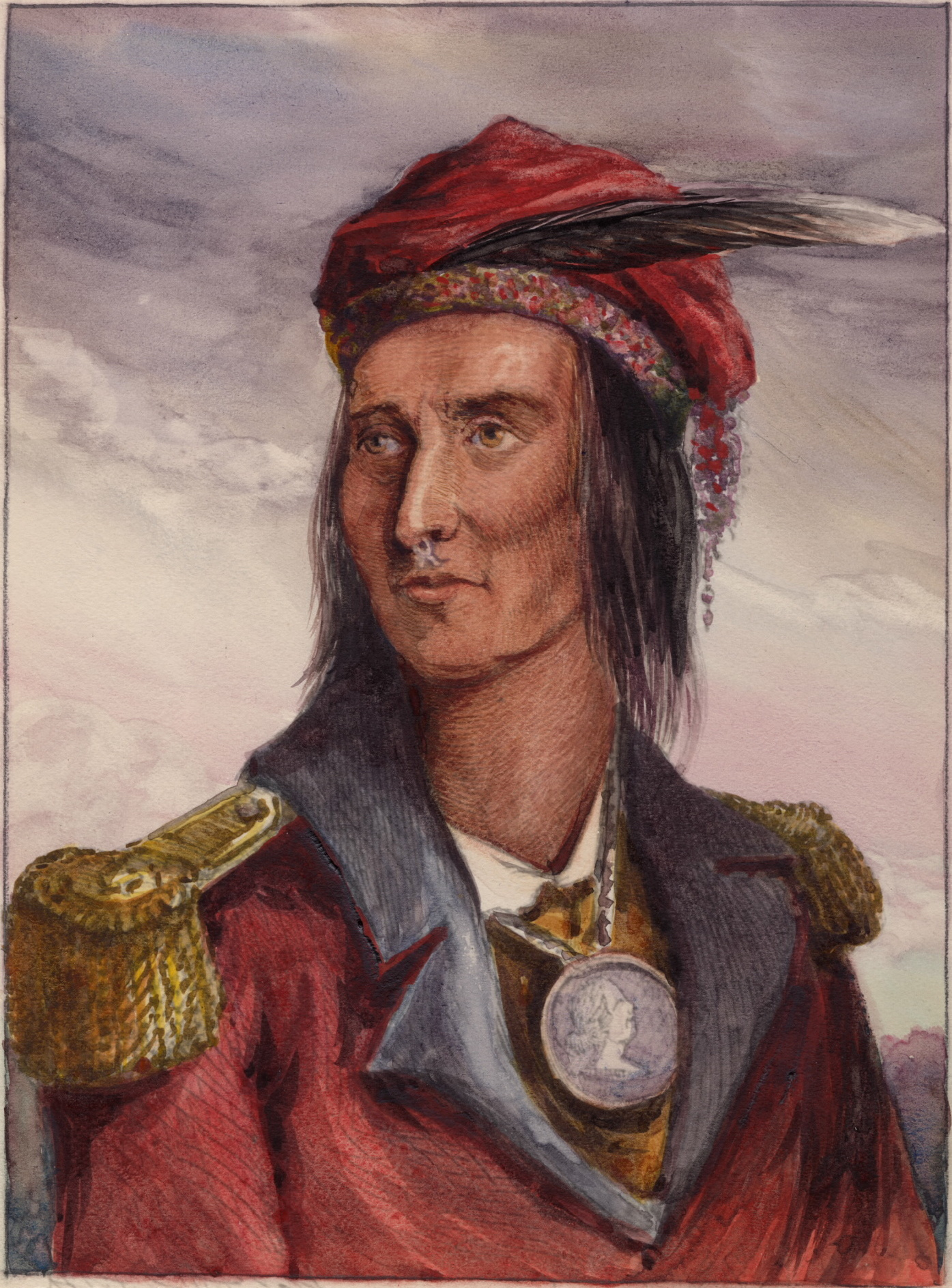
1915年的特库姆塞画像，估计是依照1808年的素描创作

1810年8月，特库姆塞带领四百人从沃巴什河顺流而下与哈里森在万塞讷会面。印第安人身上涂有作战油彩，突然出现之下令当地军人如临大敌。印第安领导人在美国军人陪同下前往松鸡场与哈里森面谈，特库姆塞认定《韦恩堡条约》不合法，因为迈阿密部落无权不经其他部落同意擅自出卖土地。他要求哈里森废除条约，还警告美国人不要企图在条约转让的土地定居。特库姆塞告知哈里森，他已经警告签署条约的酋长不得履行条款，否则就会杀掉他们，而且对抗白人的印第安人联盟正在迅速扩张。:164哈里森表示，迈阿密族是条约包含土地的主人，他们有权选择是否出售。他不相信特库姆塞所谓所有印第安人团结建国的主张，因为所有印第安人如果真的注定成为国家，“大灵”就会发挥神力让所有部落操持相同的语言。哈里森表示，任何原住民部落都有权自主决定如何同合众国相处。:165
据历史学家记载，特库姆塞接下来发起言辞激切的反驳演说，但他说的是印第安人语言，哈里森根本听不懂:165。对哈里森持友好态度的肖尼族人在现场靠边位置扳上手枪扳机向哈里森示警，表示特库姆塞的演说会引起大麻烦。部分目击者称特库姆塞在鼓动印第安勇士杀害哈里森，许多勇士开始拿出武器，这无论是对哈里森本人还是仅一千人口的万塞讷而言都构成重大威胁。哈里森拔剑出鞘，众军官也拔枪准备战斗，但特库姆塞的部下此时让步不再挑衅。:165酋长威纳马克（Winamac）对哈里森态度友善，他驳斥特库姆塞的说法，告诉众勇士既然和平而来，就该和平返回。特库姆塞离开前告诉哈里森，如果不废除《韦恩堡条约》，他将与英国结盟。:166特库姆塞此后前往当地许多部落面谈，希望能组建同盟抗击美国:164–169。
1811年，战争部长威廉·尤斯蒂斯授权哈里森向特库姆塞的同盟展示武力，此时特库姆塞还在各部落辗转宣传。哈里森带领上千将士北上，以期吓阻肖尼族人保持和平共处，但印第安人部落却在11月7日清晨突袭，蒂珀卡努战役爆发。哈里森在沃巴什河与蒂珀卡努河（Tippecanoe River）附近的普罗菲茨敦（Prophetstown）击退印第安人。消息很快传遍各地，哈里森被誉为民族英雄，但他的部队无论规模还是伤亡人数都远超敌方。:167–169
哈里森在向尤斯蒂斯汇报时表示，战斗是在蒂珀卡努河附近打响，他担心印第安人会马上袭击报复。首次战情汇报没有明确说明到底哪方取胜，部长于是把哈里森的解释理解成美军战败，之后的报告才澄清事实。肖尼族没有再度袭击，所以基本可以确定美军获胜。尤斯蒂斯要求哈里森解释为什么没有采取足够措施保护驻地免遭袭击，哈里森称当时觉得部队营地已经足够安全。此事令哈里森与战争部的分歧扩大，此后一直持续到1812年战争。:219–220
蒂珀卡努战役起初没有引起媒体关注，俄亥俄州某报纸还把哈里森的首次战事汇报误解成美方落败:220。但大部分美国报纸到12月已经报导战役，激起公众对肖尼族的不满。美国人指责英国煸动印第安人部落诉诸暴力并向他们提供火器，国会通过决议谴责英国干涉美国内政。1812年6月18日，国会正式宣战，:221, 223哈里森离开万塞讷争取军事任命:23。

### 1812年战争

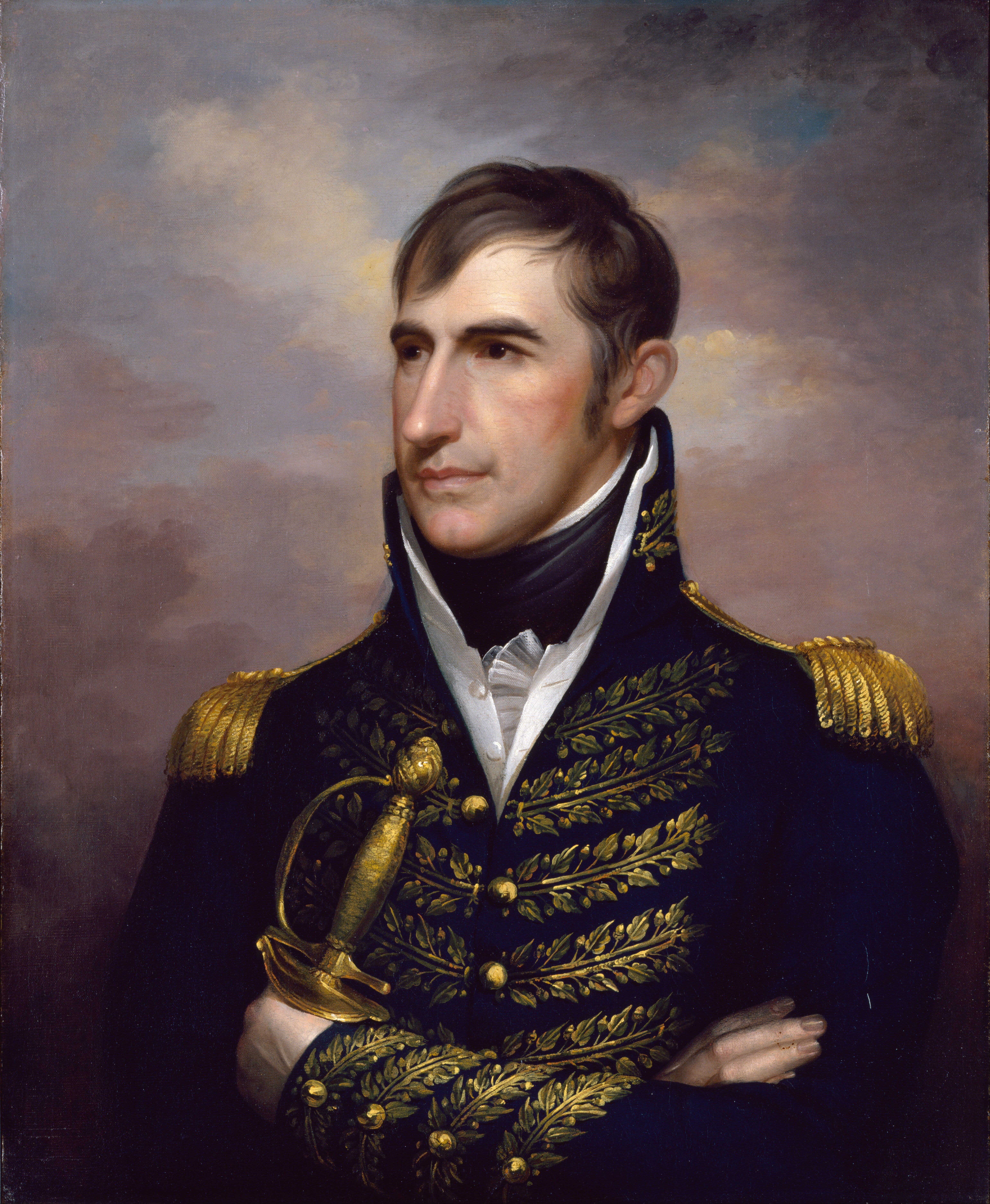
1800年哈里森出任西北領地国会议事代表时的肖像，画上的他原本身穿平民服饰，但在1812年战争扬名后又改成军装

1812年战争爆发后，美国人除面对英国人外还要应付西北领地的印第安人。哈里森短暂担任肯塔基州民兵少将后于9月17日受命执掌西北军。此时他还是领地总督，12月28日正式辞职前都领有军队和总督两份薪酬。:23
美军在底特律圍城戰失利，詹姆斯·温彻斯特（James Winchester）提议授予哈里森准将军衔，但哈里森只想独立指挥军队。詹姆斯·麦迪逊总统于九月解除温彻斯特的指挥权，哈里森成为新兵司令。此时美军人数远不及英军和印第安人，所以哈里森冬季在俄亥俄州西北部莫米河沿线修建防御工事，并以梅格斯堡（Fort Meigs）为工事命名，向俄亥俄州州长小里滕·乔纳森·梅格斯致敬。1813年获得增援后，他便率军北上主动出击，赢得印第安纳领地和俄亥俄州的战斗胜利并光复底特律，然后攻入上加拿大。1813年10月5日，他率军在泰晤士河战役（Battle of the Thames）中击败英军，特库姆塞也在战斗中阵亡。:23:268–70历史学家认为这是美方在1812年战争中仅次于新奥尔良战役的关键胜利:268–70:291–92。
1814年，战争部长小约翰·阿姆斯特朗分散兵权，派哈里森出任无所事事的闲职，前线由哈里森的部下负责。阿姆斯特朗和哈里森对入侵加拿大的军事行动是否有效或缺乏协调存在分歧，哈里森同年五月辞职:291–292:24。战争结束后，国会调查哈里森辞职原因后认定战争部长行为不公，授予哈里森國會金質獎章感谢他在1812年战争中的贡献。
哈里森和密歇根领地总督刘易斯·卡斯负责与印第安人谈判达成1814年《格林维尔条约》:407–408。1815年6月，麦迪逊总统派哈里森协助与印第安人开展第二轮条约谈判，双方于同年九月签署《斯普林韦尔条约》（Treaty of Springwells），各印第安部落割让西部大片土地供美国人购买和定居:409–10。

## 战后经历

### 俄亥俄州从政

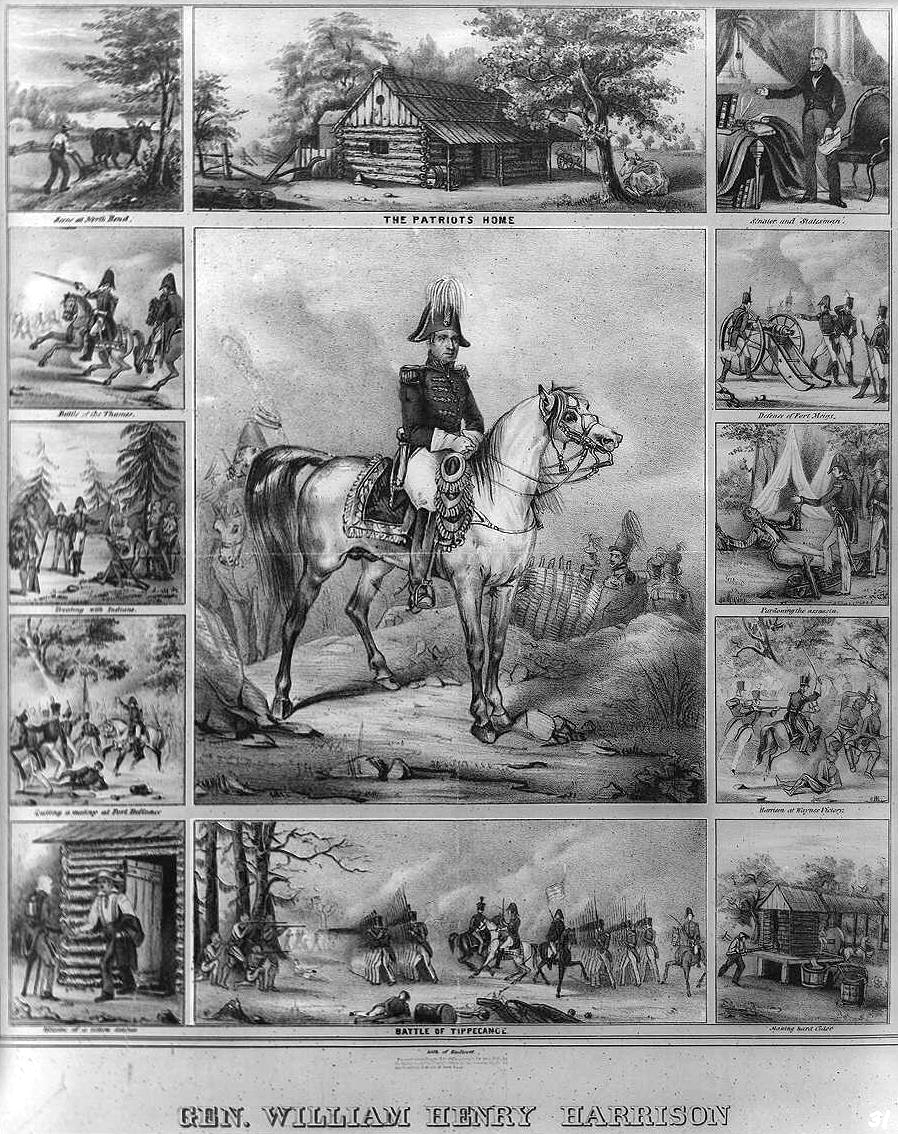
称颂哈里森功勋的海报

1812年，约翰·吉布森（John Gibson）在哈里森辞职后继任印第安纳领地总督，1814年哈里森退役后返回北本德与家人团聚。他耕种土地，扩建木制农舍，但很快又回到公众视野。:30。1816年，俄亥俄州第一國會選區联邦众议员约翰·麦克林（John McLean）辞职，哈里森获选继任，从10月8日起一直任职到1819年3月3日。1817年，他谢绝詹姆斯·门罗总统出任战争部长的邀请，后在1819年入选俄亥俄州参议院并任职到1821年，其间还于1820年参选俄亥俄州州长失利。1822年他再度竞选联邦众议员，但以500票之差不敌詹姆斯·加兹莱（James W. Gazlay）。1824年，哈里森当选联邦参议员并任职到1828年5月20日，国会其他西部议员友好地称他“七叶树”（Buckeye），源自俄亥俄州同名树种。此外，哈里森还是1820和1824年的俄亥俄州总统选举人，分别支持詹姆斯·门罗:102和亨利·克莱:145。
1828年，约翰·昆西·亚当斯总统任命哈里森出任驻大哥伦比亚全权公使，所以他辞去联邦参议员职务，于1828年12月22日抵达波哥大并任职到次年3月8日。哥伦比亚此时形势很不乐观，哈里森向国务卿汇报称该国正处无政府状态边缘，西蒙·玻利瓦尔很可能会成为军事寡头。他致信玻利瓦尔称“最自由的政府最强大”，呼吁对方鼓励民主发展。玻利瓦尔在回信中称，“老天爷似乎注定要让美国以自由的名义折腾美洲”，这句话令玻利瓦尔在拉美各国名声大噪。1829年3月安德鲁·杰克逊上任后召回哈里森，托马斯·帕特里克·摩尔（Thomas Patrick Moore）继任。

### 平民生活
哈里森回国后在北本德回归平民生活，此时他已为国服务近四十年。他没有积累多少财富，依靠积蓄、农场收入和少量养老金维持生计。他种值玉米并开办酒厂酿造威士忌，但又对饮酒的不利影响良心不安关掉酒厂。1831年，哈里森在向汉密尔顿县农业委员会致辞时自承已犯下酿造威士忌的罪行，期盼他人引以为戒，不要再造酒。
哈里森曾参与詹姆斯·霍尔（James Hall）著作《威廉·亨利·哈里森公共服务回忆录》（A Memoir of the Public Services of William Henry Harrison）的创作并获得酬劳，该书于1836年出版，同年他还出马作为辉格党候选人竞选总统落败。1836至1840年，他担任汉密尔顿县法院书记员直到1840年赢得总统大选。哈里森还在这段时间结识生活在麦迪逊的废奴主义者兼地下铁路组织领导人乔治·德巴蒂斯特（George DeBaptiste），两人结为好友，德巴蒂斯特成为他的贴身仆人直到哈里森去世。1840年再度出马竞选总统时，市面已经已有十余本介绍他生平的著作，许多人称他是民族英雄。

### 1836年总统大选
辉格党在1836年总统大选期间共推举三名候选人，这是美国历史上首次在总统大选中出现主要政党有意推举多名候选人，哈里森是北方州代表。民主党候选人马丁·范布伦是颇具声望的在职副总统，辉格党人认为，只推举一人应战毫无胜算，所以希望一边通过国会议员选举占据众议院多数席位，另一边推举多名地区候选人竞选总统分散选票，确保范布伦无法获得过半数所需的148张选举人票。根据宪法，这种情况下联邦众议院将表决选出总统。但民主党人在选举后仍然占据众议院多数，所以辉格党人的战略根本不可能成功。
哈里森在除马萨诸塞州外所有的自由州，以及特拉华州、马里兰州和肯塔基州三个蓄奴州竞选，丹尼尔·韦伯斯特负责马萨诸塞州，休·怀特（Hugh L. White）在余下的蓄奴州竞选，但南卡来纳州由威利·皮尔森·曼格姆（Willie P. Mangum）负责。最终范布伦虽然赢得170张选举人票，但普选票优势很小，哈里森只需在宾夕法尼亚州多得四千余票就能拿下该州三十张选举人票，进而由联邦众议院决定大选结果。

### 1840年总统大选

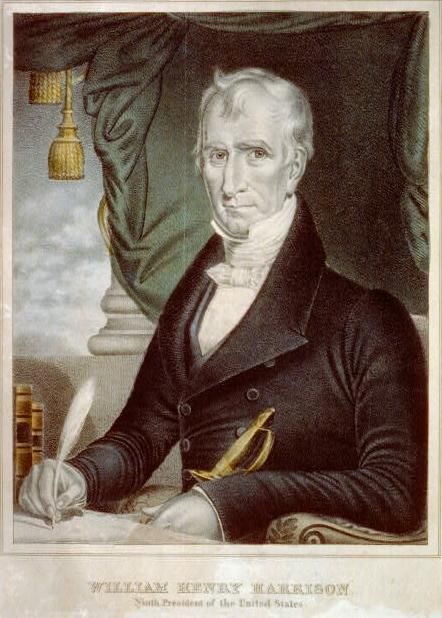
威廉·亨利·哈里森彩色平版印刷竞选海报

1840年大选结果，橙色代表哈里森获胜，蓝色说明范布伦占优，数字代表该州选举人票数

1840年，哈里森再获辉格党推举竞选总统，对手仍然是范布伦。党派推举他的主要原因是克莱和韦伯斯特都更具争议，选举着重强调哈里森的军旅生涯和1837年大恐慌引发的经济疲软。
辉格党人给范布伦起绰号“范废墟”（Van Ruin），凸显他身为总统对经济危机负有责任:39。民主党人反唇相讥，称辉格党候选人是“人老色衰的娘炮将军”，意指哈里森在1812年战争结束前辞职。民主党人还告诉选民，哈里森的姓氏字母反过来拼写就是，指哈里森年纪太大，还称他是思想过时的乡下人，宁愿“坐在小木屋里喝苹果烈酒”，而不是站出来执掌政府。结果哈里森和竞选搭档约翰·泰勒将木屋和苹果酒作为竞选标志，导致民主党人的宣传战势得其反。辉格党竞选期间所用海报和横幅上的符号，以及用来盛放苹果酒的酒瓶都是木屋形状，目的是让候选人的形象更贴近“平民百姓”。:39–40
哈里森出身弗吉尼亚州富裕奴隶主家庭，但竞选活动却沿用安德鲁·杰克逊当年的战略，把他塑造成在边疆默默拓荒的平凡人物，范布伦则成为富裕精英的代表。宾夕法尼亚州辉格党联邦众议员查尔斯·奥格尔（Charles Ogle）为此在国会发表《金匙演讲》（Gold Spoon Oration），谴责范布伦穷奢极侈的白宫生活。:39–40辉格党人把选举口号创作成歌曲，歌词还能配合人们咀嚼烟草时吐出汁水的动作，令哈里森的选举显得与众不同:41：
老蒂珀卡努身穿土布外套，他的衬衫没有荷叶边的衣领：呸呸，

但马丁就有黄金做成的盘子，他这人有点妄自尊大：我呸！
辉格党人强调哈里森的军旅生涯，特别是蒂珀卡努战役中的英勇表现。竞选口号“蒂珀卡努与泰勒都来了”（Tippecanoe and Tyler too）成为美国政治史上的知名篇章:41。哈里森最终以234张选举人票的绝对优势轻取仅获60票的在任总统范布伦，但普选票差距要小得多，哈里森得票五成三，范布伦四成七，差距不足十五万票:41:25。

## 最短暂的总统任期（1841年）
哈里森离开俄亥俄州前往首都就职，但夫人安娜病重无法前往，于是他请儿子的遗孀简·欧文·哈里森（Jane Irwin Harrison）陪同前往并代理第一夫人职责，安娜计划在五月前往白宫。
抵达首都后，哈里森希望世人看到他仍然是不折不扣的蒂珀卡努英雄，而且受过良好教育，比竞选期间宣传的粗犷形象更善于思考。1841年3月4日（星期四）天气寒冷而潮湿，哈里森有意不穿大衣也不戴帽子，谢绝现成的密闭马车，顶着寒风骑马参加就职典礼，长达8445字的就职演说创下新纪录并保持至今。虽有朋友兼辉格党同胞丹尼尔·韦伯斯特删减，但演讲仍有近两小时长。接下来他还在当晚出席全部三场就职典礼舞会，在卡鲁西沙龙举办的“蒂珀卡努”舞会约有一千人参加，每人需支付十美元（相当于2020年的299美元）门票入场。
哈里森的就职演说详细阐述辉格党政纲，本质上是否定杰克逊和范布伦总统的政策。新总统承诺重建美国银行，并根据亨利·克莱提出的美国体系（American System）发行纸币，提升银行信贸能力。他打算在立法议程上服从国会判断，谨慎使用否决权，扭转杰克逊用行政职务充当政治回报的行径。哈里森承诺利用任命权组建合格的领导班子，而不是增强总统在政府中的地位。
作为辉格党领袖，克莱还是极具影响的联邦参议员，但多次竞选总统都以失败告终。为在哈里森政府拥有举足轻重的地位，他原本严辞谴责以政府官职充当政治回报的行径，但却不能以此自我要求，在哈里森就职前及短暂的总统任期中都力图影响总统举措，甚至对内阁及其他总统任命官职人选也想越俎代庖。哈里森愤怒之下回绝参议员咄咄逼人的举动：“克莱先生，请记住我才是总统。”
除克莱以外，还有许多人想从哈里森当选获利。白宫此时还没有严格的保安措施，任何想面见总统的人都能前往，意图在新政府谋得一官半职的人蜂拥而至。哈里森的总统任期仅一个月出头，其中大部分时间就花在繁杂的社会义务以及接待来访白宫人士上。白宫行政官邸人满为患，时刻都有人等待接见。哈里森曾在3月10日签字的信中表示：“如此众多的召唤和骚扰令我分身乏术，根本没有时间处理自己的事”。
哈里森认真履行改革行政高官任命的承诺，亲自到六个行政部门了解运作情况，还通过韦伯斯特向所有部门发出指令，任何工作人员如果拉票竞选都可能开除处理。其他辉格党人向他施压，要求任命官员时只考虑同党派人士，新总统对此抱抵制态度。3月16日，辉格党团体来到白宫要求总统解除所有民主党官员职务，对此哈里森回应：“黄天在上，我会在犯下这等罪孽前辞职！”哈里森打算提名约翰·钱伯斯（John Chambers）出任爱荷华州州长时，他的内阁又企图否决总统决策，选择韦伯斯特的朋友詹姆斯·威尔逊（James Wilson）。3月25日，韦伯斯特在内阁会议上向总统施压，哈里森于是把手写的纸条递给国务卿，请他大声念出来，纸上的文字是：“威廉·亨利·哈里森，合众国总统”。总统接下来对众人言道：“威廉·亨利·哈里森，合众国总统现在告诉你们，先生们，老天作证，约翰·钱伯斯才应该当爱荷华州州长！”

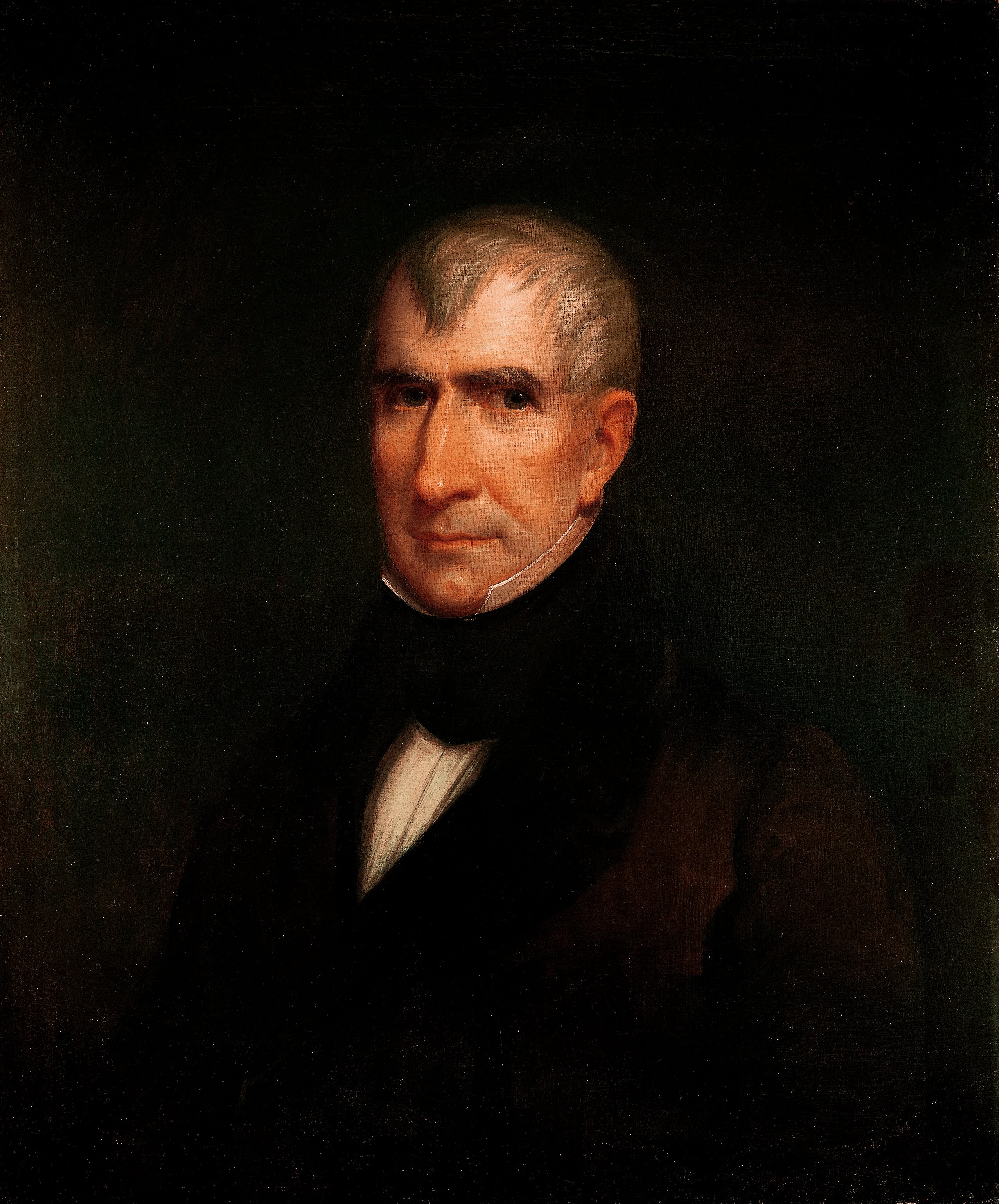
詹姆斯·兰丁创作的威廉·亨利·哈里森白宫正式肖像

哈里森和克莱对是否有必要召集国会特别会议无法达成一致，内阁的表决结果也陷入僵局，哈里森呼吁特别会议在5月31日开始。克莱在3月13日对总统施压，哈里森拒绝妥协并且要求克莱不要再去白宫，有什么事就以书面形式告知。几天后，财政部长托马斯·尤因告知总统，联邦政府基金所剩无几，只能等国会在12月例行开会并拨款后才能恢复运作。哈里森于是要求特别会议提前到3月17日召开，解决“国家收入和财政状况问题”。如果他没有突然去世，会议应该会在5月31日按原计划召开。

## 逝世和葬礼

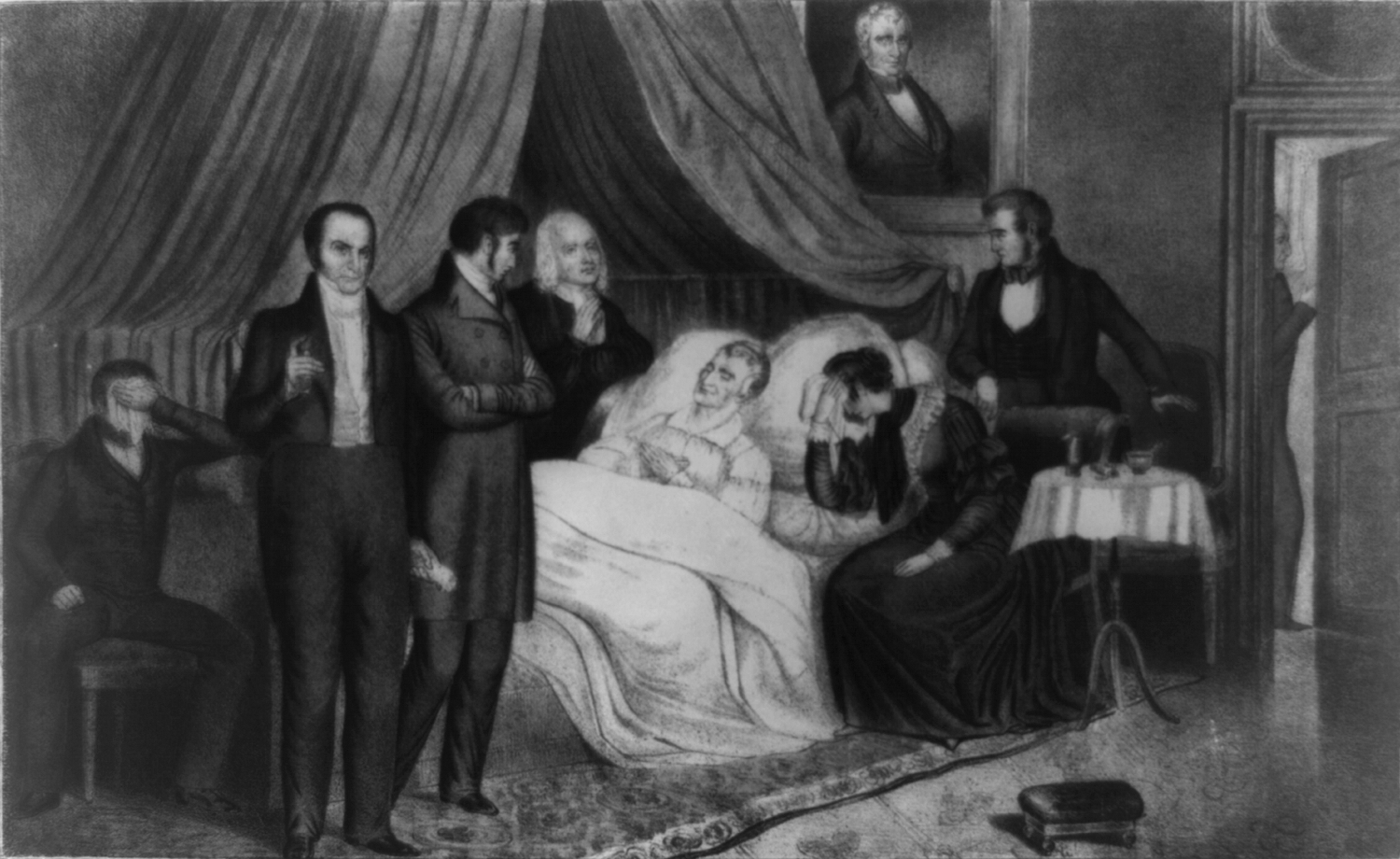
1841年4月4日哈里森之死

哈里森于1841年3月26日病倒，症状类似感冒，但此后两天逐渐恶化，医生的诊治显然没有效果。起初人们普遍以为他是在三周前的就职典礼上感冒致病:152，医生诊断他患有肺炎，具体位置是在他肺部右下叶，然后采用拔罐、放血等一系列疗法。不见好转后，医生又尝试采用吐根、蓖麻油、甘汞治疗，最终还将原油与蛇根马兜铃混合后煮沸给总统服用，这些措施都导致哈里森病情恶化。
白宫起初没有正式公布总统病情，引发外界猜测，许多人担心他会长时间离开公众视野。到了三月底，不少人在白宫外聚集并守夜，时刻等候总统情况的最新消息。1841年4月4日，威廉·亨利·哈里森在患病九天后与世长辞，享年68岁:160，是首位在任上去世的美国总统，而且刚刚任职一个月。2014年，《临床传染病》（Clinical Infectious Diseases）刊登简·麦克休（Jane McHugh）与菲利普·麦考维克（Philip A. Mackowiak）的分析文章，两人检视米勒（Miller）医生的笔记，并从历史纪录中得知白宫供水位于公共污水排放口下游后认为，哈里森总统很可能因“肠热”（即伤寒或副傷寒）死于败血症休克。总统临死前对主治医生说出遗言，但从内容来看应该是希望在场人士转告副总统约翰·泰勒：
先生，我希望你了解政府的真正原则，还期盼能够落实。除此以外我别无所求。
总统去世后是30天哀悼期，白宫依照欧洲皇室葬礼惯例举办各种公共仪式。4月7日，白宫东厢房举行追悼会，仅限获邀人士参加，哈里森的棺木接下来送至首都国会公墓，放在公共墓地区。据所羅門·諾薩普的著作《被奪走的十二年》记载：
华盛顿第二天举办盛大活动，加农炮的轰鸣和钟声响彻云空，许多房屋笼上黑纱，街上黑压压的到处都是人。随着时间推移，游行队伍逐渐成形，缓缓穿过大街，马车辆辆紧接形成长队，成千上万的人徒步尾随，都在朝忧郁的音乐声前进。他们把哈里森的遗体抬到墓地……我依然清楚地记得，每当炮声在墓地响起，窗户的玻璃是如何破裂并掉在地面，在哗啦声中碎成千万片。
1841年6月，哈里森的遗体经火车和船只运到北本德，然后在7月7日下葬位于尼波山顶的家族墓地，此地能俯瞰俄亥俄河，如今已建成威廉·亨利·哈里森墓地州立纪念碑。

### 去世的影响

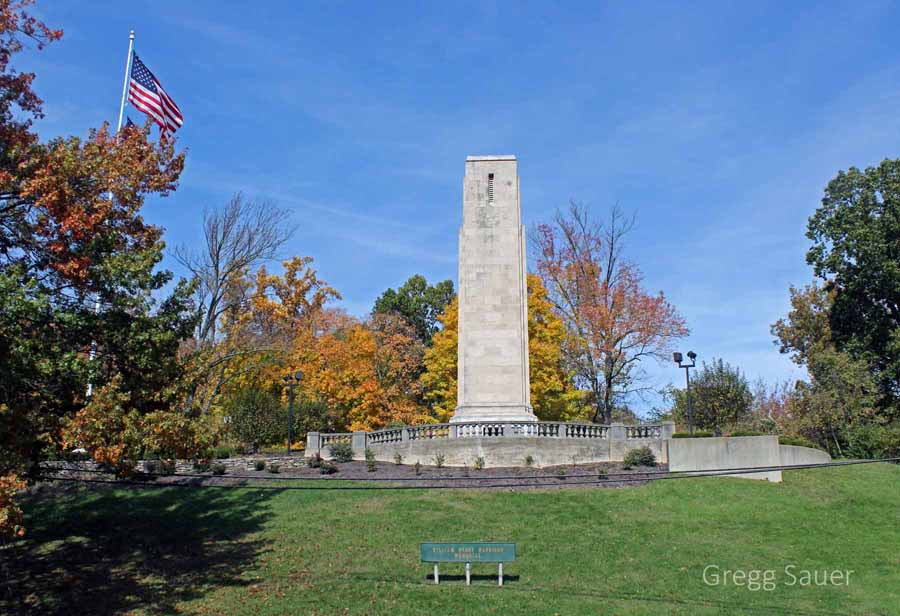
俄亥俄州北本德的威廉·亨利·哈里森纪念碑

《美国宪法》第二条第一款第六段对总统继任程序的规定不够详尽。虽明确规定“总统被免职、死亡、辞职或丧失履行权力和责任能力时，总统职务应移交副总统”，但没有明确副总统只是临时承担职权，还是直接成为美国总统。
哈里森的内阁坚称泰勒是“代理总统职务的副总统”，泰勒坚决主张他直接继任总统职位并行使全部职权。咨询首席大法官罗杰·B·托尼后，内阁要求泰勒按总统规格宣誓后继任，泰勒同意并于1841年4月6日宣誓就职。五月国会开幕后，两院经过短暂辩论发布决议，确认泰勒继任总统并完成哈里森剩下的任期。泰勒创下的先例于1967年通过第25条修正案写入宪法，至今已沿用七次，而且都是在任总统死亡后副总统继任。
辉格党人本希望通过税收并制定各种措施支持克莱的美国体系，但哈里森的死令他们期望落空。泰勒上任后抛弃党派章程并被开除出党。1841年共有三人先后担任美国总统：范布伦、哈里森和泰勒，这种情况之后只在1881年出现过，三位总统分别是拉瑟福德·伯查德·海斯、詹姆斯·艾布拉姆·加菲尔德和切斯特·艾伦·阿瑟。

## 影响

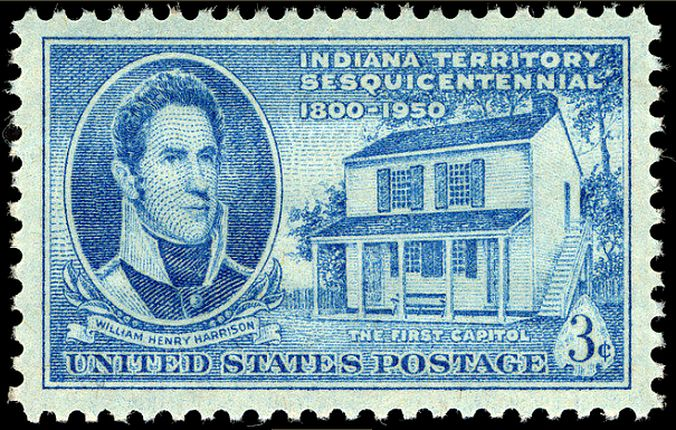
1950年发行的印第安纳州建州纪念邮票上有哈里森的头像

### 历史评价

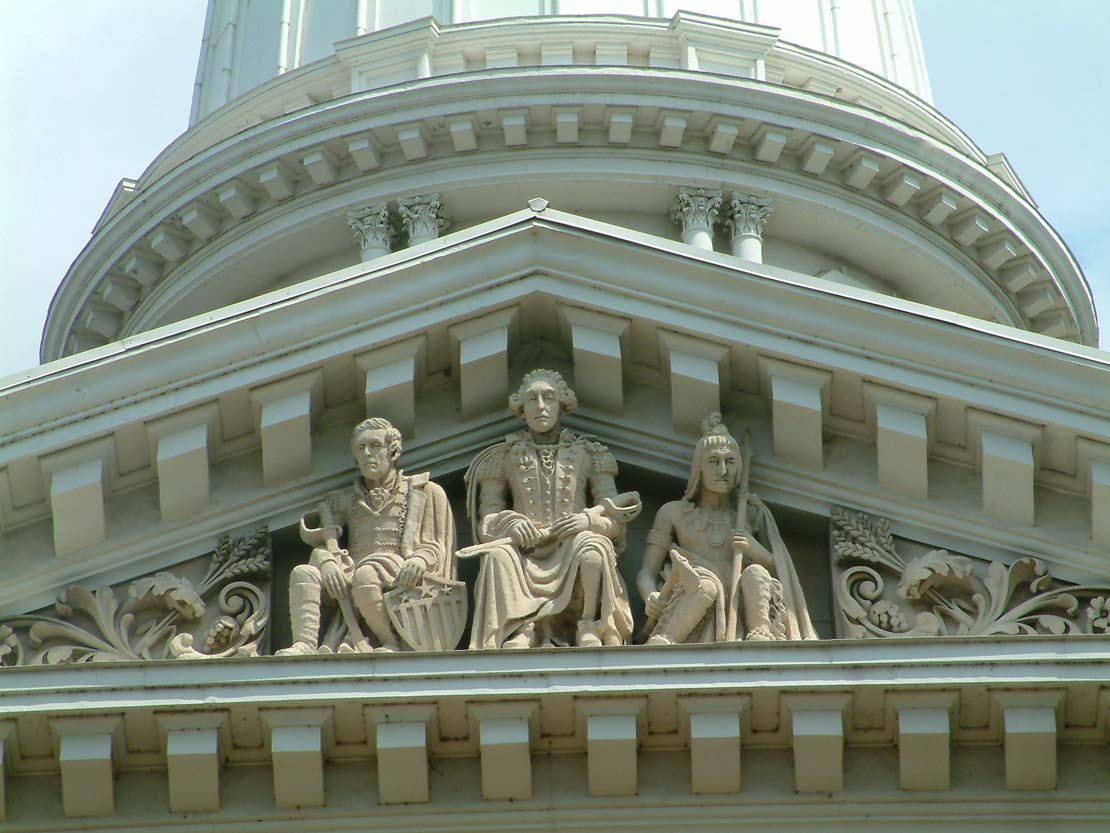
位于印第安纳州拉法叶的蒂珀卡努县法院大楼上有哈里森塑像（左）

纵观哈里森一生事迹，担任印第安纳领地总督期间与印第安人谈判或签署的各项条约对后世影响最为深远:18。各印第安部落通过谈判割让西部大片土地，为移民买地定居提供更广阔的空间:47:409–410。
哈里森的竞选方法为现代总统竞选策略奠定基础:100，他也是首位在职期间拍下照片的总统，是就职典礼当天在华盛顿哥伦比亚特区拍摄。如今虽有约翰·昆西·亚当斯、安德鲁·杰克逊和马丁·范布伦的照片存世，但都是在他们卸任总统过后很久所拍。哈里森在就职典礼日拍下的银版照片已经遗失在历史长河，但至少大都會藝術博物館还有一张早期照片存档。
哈里森去世时几乎不名一文，国会经表决赠予他的遗孀安娜2.5万美元养老金，相当于哈里森一年的薪酬（相当于2024的762,000美元）。此外，她还获许今后寄信免除邮费。
哈里森之子约翰·斯科特是1853至1857年间的俄亥俄州联邦众议员。哈里森之孙本杰明曾于1889至1893年当选第23任美国总统，至今两人仍是史上仅有的爷孙总统。

### 纪念
2009年2月19日，美國鑄幣局发行总统1美元硬币计划第九弹，上刻哈里森肖像，共出产9842万枚。
美国多地建有纪念物向哈里森致敬，印第安納波利斯市中心:12, 164，辛辛那提的皮亚特公园（Piatt Park）、印第安纳州拉法叶的蒂珀卡努县法院:243、哈里森县:131、欧文县都有他的塑像公开展示:206。印第安纳州、爱荷华州、密西西比州和俄亥俄州都有以他姓氏命名的县，此外还有多地以他的姓氏或“蒂珀卡努”命名。至少有三所高中以他命名，其中两所位于印第安纳州，一所在俄亥俄州。
时至今日，俄亥俄州北本德依然会在每年2月9日哈里森生日前后举办巡遊活动向他致敬。俄亥俄州哥伦布的富兰克林顿（Franklinton）至今保有威廉·亨利·哈里森将军总部，是1813至1814年间哈里森的军事总部，俄亥俄州如今只剩这幢建筑与他有关。

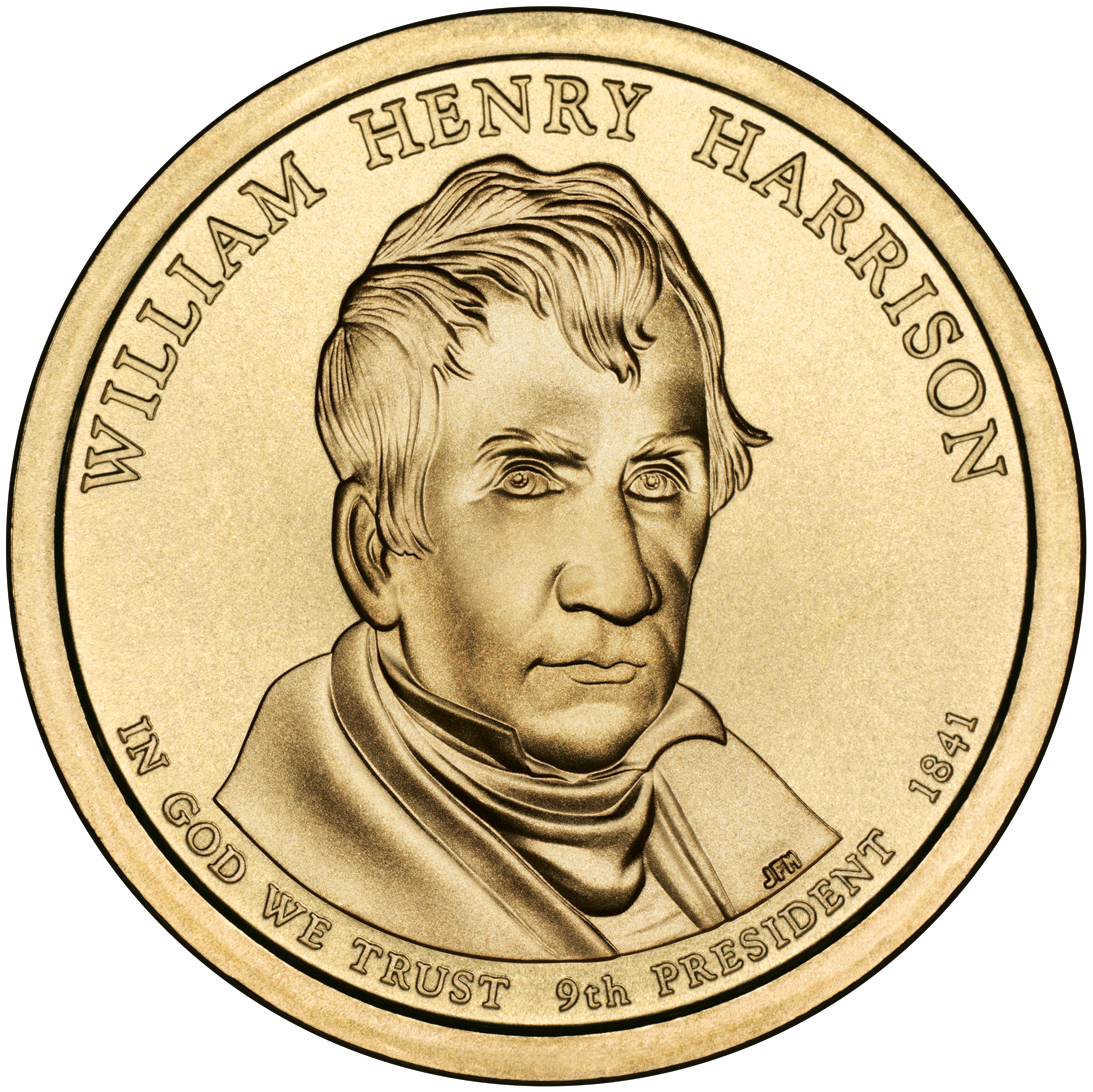
2009年发行的威廉·亨利·哈里森总统一美元硬币
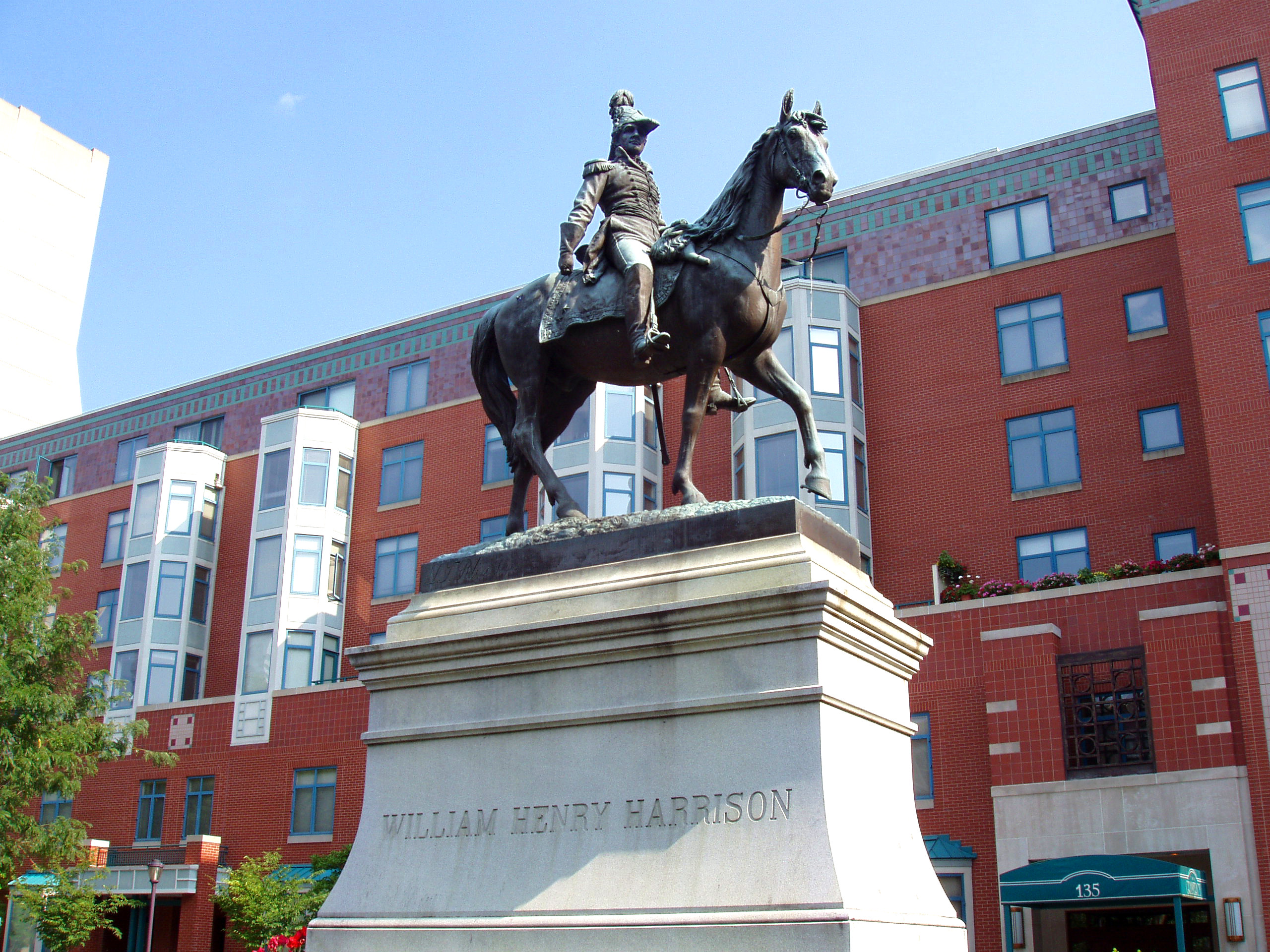
位于辛辛那提的哈里森骑马雕像，路易·雷比索创作

## 扩展阅读
- Booraem, Hendrik. . Kent State University Press. 2012.
- Cheathem, Mark R. . Johns Hopkins University Press. 2018-08-01. ISBN 978-1421425986.
- Ellis, Richard J. . University Press of Kansas. 2020-06-18. ISBN 978-0700629459.
- Graff, Henry F. (编).  3rd. Columbia University. 2002  [2020-10-23]. （原始内容存档于2021-03-08）.
- Jortner, Adam. . Oxford University Press. 2012. ISBN 978-0-19-976529-4.
- Peterson, Norma Lois. . University Press of Kansas. 1989  [2020-10-23]. ISBN 9780700604005. （原始内容存档于2021-01-03）.
- Pirtle, Alfred. . Louisville: John P. Morton & Co./ Library Reprints. 1900: 158. ISBN 978-0-7222-6509-3.
- Shade, William G. . Joel H. Silbey  (编). . 2013: 155–172.
- Skaggs, David Curtis. . Johns Hopkins University Press. 2014: xxii. ISBN 978-1421405469.
- Peckham, Howard Henry. . 2000  [2020-10-25]. ISBN 9781882859030. （原始内容存档于2020-11-21）.